# Kinkhoest
Kinkhoest of pertussis is een infectieziekte van de luchtwegen die wordt veroorzaakt door een bacterie, Bordetella pertussis (bacil van Bordet-Gengou), die vooral wordt overgebracht door de druppeltjes die bij hoesten ontstaan. Kinkhoest kan zeer gevaarlijk zijn voor baby's. De ziekte is zeer besmettelijk en heeft een basaal reproductiegetal van 12 à 17.
In Nederland kunnen kinderen en zwangeren een vaccinatie tegen kinkhoest krijgen.

## Symptomen en verloop
De klassieke kinkhoest wordt ingedeeld in drie elkaar opvolgende stadia:
1. Het catarrale stadium (de beginfase). Na een incubatieperiode van één à drie weken treden de eerste, overigens niet karakteristieke, verschijnselen op. De ziekte begint als een verkoudheid en gaat gepaard met niezen, neus- en traanuitvloed en onwelzijn, en de patiënt heeft een klein kuchje. De symptomen zijn dus niet te onderscheiden van die van een verkoudheid. De patiënt ontwikkelt een droge hoest. Het hoesten verergert langzaam en de hoestaanvallen krijgen een steeds krampachtiger karakter. In dit catarrale stadium is het kind het meest besmettelijk.
2. Het paroxysmale stadium (de heftige fase). Dit wordt gekenmerkt door hoestbuien waarbij de patiënt tot stikkens toe leeghoest waarna de patiënt met een lange gierende inhalatie (de 'whoop' uit het Engelse 'whooping cough') weer lucht schept. Vaak braakt een patiënt ook na een dergelijke hoestbui. Allerlei prikkels kunnen, vooral 's nachts, een hoestaanval uitlokken. Het hoesten gaat gepaard met opgeven van taai sputum. Bij jonge kinderen kan een hoestbui worden gevolgd door braken en hoofdpijn en soms ademstilstand. Bij baby's kunnen de paroxismen ontbreken. In dit stadium is de bacteriële infectie al op zijn retour, maar vormen de door de bacterie gevormde afvalstoffen het probleem. Antibiotica helpen dus niet meer voor de zieke zelf, maar kunnen in vroege stadia (tot twee à drie weken na besmetting) preventief werken tegen besmetting. Dit stadium duurt doorgaans een tot zes weken.
3. Het convalescentiestadium (de herstelfase) begint ca. vier weken na het begin van de ziekte. De hoestbuien nemen in aantal en hevigheid af.

Het doormaken van kinkhoest geeft een vrij goede, maar geen volledige, immuniteit tegen de ziekte, gedurende zo'n zeven tot twintig jaar.

## Mogelijke complicaties
Het braken kan in ernstige gevallen tot ondervoeding leiden. De hoestbuien kunnen de patiënt sterk uitputten. De persoon met kinkhoest kan het zeer benauwd hebben en denken te gaan stikken. Het hoesten kan door mechanische irritatie van het kwetsbare slijmvlies van de luchtwegen weleens gepaard gaan met het ophoesten van bloed. Dit komt maar zelden voor. Bovendien kunnen de longen door het langdurig en geforceerd hoesten blijvende schade oplopen of kan een longontsteking als complicatie ontstaan. Deze secundaire longontsteking wordt vaak veroorzaakt door Streptococcus pneumoniae of Haemophilus influenzae. De hoestbuien nemen af, de patiënt krijgt koorts en de lymfocytose gaat over in een polymorfonucleaire leukocytose. Kinkhoest gaat soms gepaard met middenoorontsteking. De ziekte kan dodelijk verlopen, vooral bij jonge zuigelingen. Indien volwassenen langer dan twee weken ernstig hoesten dient er rekening te worden gehouden met kinkhoest. De kans hierop is echter nog steeds bijzonder klein. Een volwassene die met een onschuldige hoest naar de huisarts gaat heeft 50% kans dat de hoest na vier weken nog niet over is, of hij nu wel of niet wordt behandeld met antibiotica (bijvoorbeeld doordat de bacterie al op zijn retour is, of omdat de verwekker helemaal geen bacterie was maar bijvoorbeeld een virus, of omdat de luchtwegen na de infectie een poos gevoeliger blijven voor aspecifieke prikkels). Dat zal bovendien vrijwel nooit op kinkhoest berusten.
Ernstige hersencomplicaties (convulsies en soms coma) worden meestal toegeschreven aan anoxie (zuurstofgebrek) door ademhalingsstilstand en bloedingen als gevolg van hevige hoestbuien, hoewel bacteriële toxinen ook hier een rol kunnen spelen. De kans op deze complicaties bij kinderen die in een ziekenhuis zijn opgenomen wegens kinkhoest, is minder dan 1%.
Voor heel jonge zuigelingen tot circa negen maanden is de ziekte potentieel levensbedreigend. De slijmproductie kan zo sterk zijn dat zij dit niet kunnen weghoesten. Hierdoor kan een ademstop (apneu) optreden die de dood tot gevolg heeft.
Kinkhoest bij zuigelingen wordt nog weleens onderschat. Zodra er een reële verdenking van kinkhoest is, is een spoedconsult bij de kinderarts nodig. De zuigeling wordt dan zo nodig opgenomen en de ademhaling wordt bewaakt (circa 2-3 weken). Zodra er te veel slijm is, waardoor de zuigeling geen adem meer kan halen, kan dit eenvoudig worden uitgezogen. Het beleid van de GGD is om zuigelingen met kinkhoestverschijnselen op te laten nemen in het ziekenhuis, zowel voor de besmetting, als voor de levensbedreigende situatie. Voor een kind dat in zijn jeugd kinkhoest heeft gehad kunnen de luchtwegen tot negen jaar later nog steeds een zwakke plek zijn.

## Epidemiologie van kinkhoest in Nederland
Hoewel zeer ernstige gevolgen dus wel degelijk kunnen voorkomen moet de kans hierop ook weer niet worden overschat. In de jaren 1996 tot en met 1999 overleden in Nederland in totaal acht kinderen aan kinkhoest, gemiddeld twee per jaar. Vrijwel alle sterfte vond plaats bij kinderen jonger dan een jaar. In diezelfde periode werden er per jaar enige duizenden (tussen de vier- en tienduizend) ontdekte gevallen gemeld. Het aantal niet-ontdekte gevallen is echter zonder twijfel veel groter: men schat op grond van antistoffenonderzoek bij representatieve steekproeven onder gezonde vrijwilligers dat 1 tot 4 procent van de bevolking per jaar een infectie met bordetella pertussis doormaakt.
In 2012 was er met 13.828 gevallen een piek in het aantal gemelde kinkhoestgevallen in Nederland. Vanaf 2020 was er een sterke afname in het aantal meldingen.
In 2024 stak kinkhoest weer de kop op. Tot eind juni bleken vijf baby's te zijn overleden.

## Behandeling
De bacterie kan worden bestreden met antibiotica, maar op het moment dat de typische hoestbuien gaan optreden leidt een dergelijke behandeling niet meer tot verkorting van de ziekteduur. Wel leidt het tot verkorting van de periode waarin men anderen kan infecteren. Kwetsbare personen in een huishouden waar een geval van kinkhoest is ontdekt, kunnen preventief worden behandeld met antibiotica. Erytromycine gedurende twee weken is de standaard behandeling. Echter, behandeling gedurende één week blijkt even effectief. Azithromycine en clarithromycine zijn even effectief als erytromycine, en hebben minder bijwerkingen. Azithromycine heeft de voorkeur vanwege de korte kuur van vijf dagen en de stof geeft bovendien minder interacties. Het gaat dan vooral om zuigelingen die nog niet volledig gevaccineerd zijn. Het belangrijkste punt van aandacht bij ontdekking van een geval van kinkhoest is dan ook of er zeer jonge, niet of onvolledig gevaccineerde kinderen blootgesteld kunnen zijn; die moeten dan volgens het Nederlands kinkhoestprotocol liefst preventief worden behandeld en hun vaccinatieserie (eventueel versneld) afmaken. De ziekte is in Nederland aangifteplichtig.
De hoest zelf is nauwelijks te behandelen. Soms worden antihistaminica, corticosteroïden of luchtwegverwijders (salbutamol/Ventolin) gegeven. De effectiviteit is echter (zeer) gering.

## Vaccinatie
Kinkhoest maakt in Nederland deel uit van het Rijksvaccinatieprogramma. Vaccinatie biedt zo'n vier tot twaalf jaar bescherming tegen kinkhoest. Vóór de invoering van dit programma stierven in Nederland per jaar circa 150 kinderen aan de ziekte (cijfer uit 1940). Wereldwijd ligt het sterftecijfer volgens de Wereldgezondheidsorganisatie rond 2004 nog steeds tussen de 200.000 - 300.000 personen per jaar. Het gaat dan om kinderen jonger dan vijf jaar die niet zijn ingeënt.
Omdat de bacterie waartegen wordt ingeënt niet meer identiek is aan de bacterie die de meeste besmettingen veroorzaakt, komen betrekkelijk veel gevallen toch bij gevaccineerde personen voor. De ziekte verloopt dan wel duidelijk milder. Vaccinatie (in de vorm van het DKTP-vaccin) geeft een bescherming van ongeveer 90% gedurende een aantal jaren.
Vanaf 1 juli 2001 krijgen vierjarigen in Nederland een inenting met een vernieuwd vaccin tegen kinkhoest, in verband met deze afgenomen effectiviteit. Het betreft het zogenaamde acellulair kinkhoestvaccin. De inenting gold in eerste instantie voor kinderen die zijn geboren vanaf 1 januari 1998 en vanaf 2005 voor alle vaccinaties. Door dit nieuwe type vaccin dat onderdeel van het Rijksvaccinatieprogramma is, is het aantal gevallen van kinkhoest onder zeer jonge kinderen fors afgenomen. De piekleeftijd ligt anno 2009 tussen de 10 en 14 jaar. Dit betreft precies het cohort kinderen dat nog met het oude, tegenwoordig minder effectieve, vaccin is ingeënt. Ook is er nu bekend dat de immuniteit bij vaccinatie, ongeacht de cellulaire of acellulaire vaccin niet levenslang is. De beschermingsduur van de verschillende kinkhoestvaccins is wisselend en varieert van vier tot circa twaalf jaar. Uiteraard verschilt dat per individu. Immuniteit verkregen door infectie met de bacterie kan zelfs tot 20 jaar bescherming geven. In 2012 liep het aantal besmettingen opeens weer sterk op.
De vaccinatie wordt in Nederland als volgt gegeven:
- dosis 1,2,3 aan baby's resp. van 2, 3 en 4 maanden
- dosis 4 aan baby's van ongeveer 11 maanden
- dosis 5 aan kinderen van 4 tot 6 jaar

De Gezondheidsraad adviseert tegenwoordig om zwangere vrouwen te vaccineren tegen kinkhoest, tussen week 28-32. Zo wordt de baby voorzien van anti-stoffen via de placenta en kan de baby beschermd worden tot het moment dat de baby zelf beschermd is. Er wordt in Nederland gevaccineerd door bijvoorbeeld de GGD en de huisarts via het Rijksvaccinatieprogramma bij de 22-wekenprik. Het vaccin heet Boosterix-Polio en is veilig voor zwangeren.